# Fraizer Campbell
Fraizer Lee Campbell (Huddersfield, 13 settembre 1987) è un ex calciatore inglese, di ruolo attaccante.

## Carriera

### Club
Entrato nel 2004 nelle giovanili del Manchester United, fa l'esordio in prima squadra in un incontro di terzo turno di FA Cup nel gennaio 2006. Nell'estate 2006 viene ceduto in prestito alla formazione belga dell'Anversa, militante nella seconda divisione belga, andando a segno 20 volte e fallendo la promozione della squadra solo agli spareggi.
Richiamato alla base nell'estate 2007, esordisce in Premier League il 19 agosto 2007 nel derby contro il Manchester City, subentrando nel secondo tempo a Michael Carrick.
Nell'ottobre 2007 passa in prestito all'Hull City, che milita nel Football League Championship, la seconda divisione inglese. Realizza 15 reti in 35 incontri disputati, contribuendo attivamente alla conquista del terzo posto nella Regular season che qualifica la squadra ai playoff promozione, e quindi, dopo i successi contro Watford e Bristol City, per la prima volta nella sua storia, alla Premier League. Al ritorno a Manchester, ha fatto il suo esordio come titolare nella gara iniziale della nuova stagione contro il Newcastle Utd, finita 1-1. È passato in prestito al Tottenham come peso per la trattativa che ha visto Dimităr Berbatov passare al Manchester United.
L'11 luglio 2009 viene acquistato a titolo definitivo dal Sunderland.

### Nazionale
Esordisce nella Nazionale Under-21 inglese guidata da Stuart Pearce in occasione dell'incontro contro i pari età della Polonia disputato a Wolverhampton il 25 marzo 2008 e terminato 0-0. Partecipò al Campionato europeo di categoria nel 2009.
Il 29 febbraio 2012 ha esordito nella nazionale maggiore nell'amichevole contro i Paesi Bassi, entrando negli ultimi dieci minuti al posto di Danny Welbeck.

## Statistiche

### Cronologia presenze e reti in nazionale
| Cronologia completa delle presenze e delle reti in nazionale ― Inghilterra | Cronologia completa delle presenze e delle reti in nazionale ― Inghilterra | Cronologia completa delle presenze e delle reti in nazionale ― Inghilterra | Cronologia completa delle presenze e delle reti in nazionale ― Inghilterra | Cronologia completa delle presenze e delle reti in nazionale ― Inghilterra | Cronologia completa delle presenze e delle reti in nazionale ― Inghilterra | Cronologia completa delle presenze e delle reti in nazionale ― Inghilterra | Cronologia completa delle presenze e delle reti in nazionale ― Inghilterra |
| Data                                                                       | Città                                                                      | In casa                                                                    | Risultato                                                                  | Ospiti                                                                     | Competizione                                                               | Reti                                                                       | Note                                                                       |
| -------------------------------------------------------------------------- | -------------------------------------------------------------------------- | -------------------------------------------------------------------------- | -------------------------------------------------------------------------- | -------------------------------------------------------------------------- | -------------------------------------------------------------------------- | -------------------------------------------------------------------------- | -------------------------------------------------------------------------- |
| 29-2-2012                                                                  | Londra                                                                     | Inghilterra                                                                | 2 – 3                                                                      | Paesi Bassi                                                                | Amichevole                                                                 | -                                                                          | 80’                                                                        |
| Totale                                                                     |                                                                            | Presenze                                                                   | 1                                                                          |                                                                            | Reti                                                                       | 0                                                                          |                                                                            |